# عضلة وجنية كبيرة
العضلة الوجنية الكبيرة (بالإنجليزية: Zygomaticus major muscle)‏ هي إحدى عضلات التعبير الوجهِي.

## منشأ العضلة
تنشأ العضلة من العظم الوجني أمام الدرز الوجني الفكي.

## مرتكز العضلة
ترتبط العضلة بمادة الشفة العلوية.